# Douglas Wilder

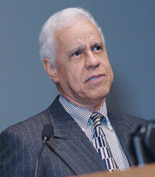
Douglas Wilder, 2003

Lawrence Douglas Wilder (* 17. Januar 1931 in Richmond, Virginia) ist ein US-amerikanischer Politiker. Er war Gouverneur von Virginia (1990–1994) und als solcher der erste afroamerikanische Gouverneur eines Bundesstaats seit 1872.

## Biographie

### Herkunft, Ausbildung und Berufstätigkeit
Wilder wurde am 17. Januar 1931 im abgetrennten Stadtteil Church Hill in Richmond geboren. Er ist der Sohn von Beulah Olive (Richards) und Robert Judson Wilder. Er ist der Enkel von Sklaven, seine Großeltern väterlicherseits wurden in Goochland County versklavt. Wilder, der siebte von acht Brüdern und Schwestern, wurde nach den afroamerikanischen Schriftstellern Paul Laurence Dunbar und Frederick Douglass benannt.
Wilders Vater verkaufte Versicherungen und seine Mutter arbeitete als Dienstmädchen. Während die Familie nie völlig mittellos war, erinnerte sich Wilder an seine frühen Jahre während der Weltwirtschaftskrise als Kindheit „sanfter Armut“. Wilder finanzierte sein Studium, während er auf die Virginia Union University, eine historisch schwarze Universität, ging, indem er in Hotels bediente und Schuhe polierte. 1951 machte er seinen Abschluss in Chemie.
Als während des Koreakrieges Männer in die US-Armee eingezogen wurden, meldete er sich freiwillig zum Kampfeinsatz. In der Schlacht von Pork Chop Hill wurden er und zwei andere Männer von ihrer Einheit abgeschnitten, aber sie blufften neunzehn chinesische Soldaten zur Kapitulation. Hierfür erhielt er die Bronze Star Medal. Er war ein Sergeant, als er 1953 entlassen wurde. Nach dem Krieg arbeitete Wilder in dem staatlichen Gerichtsmedizinischen Institut und machte einen Master in Chemie. 1956 änderte er seine Karrierepläne und trat in die Howard University Law School ein. Nach seinem Abschluss im Jahr 1959 gründete er eine Anwaltskanzlei in Richmond, der Hauptstadt von Virginia.

### Politik
Als Kandidat der Demokraten wurde Wilder am 8. November 1989 zum Gouverneur von Virginia gewählt, wobei er knapp den republikanischen Kandidaten Marshall Coleman besiegte. Das angesichts der letzten Meinungsumfragen, die einen komfortablen Sieg für Wilder voraussagten, überraschende Ergebnis, wurde sowohl mit stärkerer Wählermobilisierung der Republikaner als mit dem hypothetischen Wilder-Effekt erklärt. Wilder trat das Amt am 13. Januar 1990 an. 1994 schied er aus dem Amt, da Virginia keine Wiederwahl des Gouverneurs zulässt.
Wilder war der zweite afroamerikanische Gouverneur eines Bundesstaats der Vereinigten Staaten. Zuvor war nur P. B. S. Pinchback im Jahre 1872 Gouverneur von Louisiana geworden. Allerdings war Pinchback als Vizegouverneur lediglich nach der Amtsenthebung seines Vorgängers in das Amt des Gouverneurs nachgerückt und übte es nur etwas mehr als einen Monat aus, weshalb Wilder auch als „erster gewählter afroamerikanischer Gouverneur“ bezeichnet wird.
Seine Fehde mit seinem Amtsvorgänger und Parteifreund Chuck Robb, einem der beiden Senatoren für Virginia, und seine Unterstützung des republikanischen Politikers Mark Earley entfremdeten ihn der Demokratischen Partei. Im Jahr 1992 bewarb sich Wilder um die demokratische Kandidatur für die US-Präsidentschaft, zog sich jedoch bereits vor dem Ende der Vorwahlen zurück. Im Jahre 1994 kandidierte er ohne Erfolg als Unabhängiger für einen Senatssitz.
Von 2005 bis 2009 war Wilder Bürgermeister von Richmond.

### Privatleben
Wilder heiratete 1958 Eunice Montgomery. Das Paar hatte drei Kinder, bevor es sich 1978 scheiden ließ: Lynn Diana; Lawrence Douglas Jr.; und Loren Deane.